# Alex Gregory

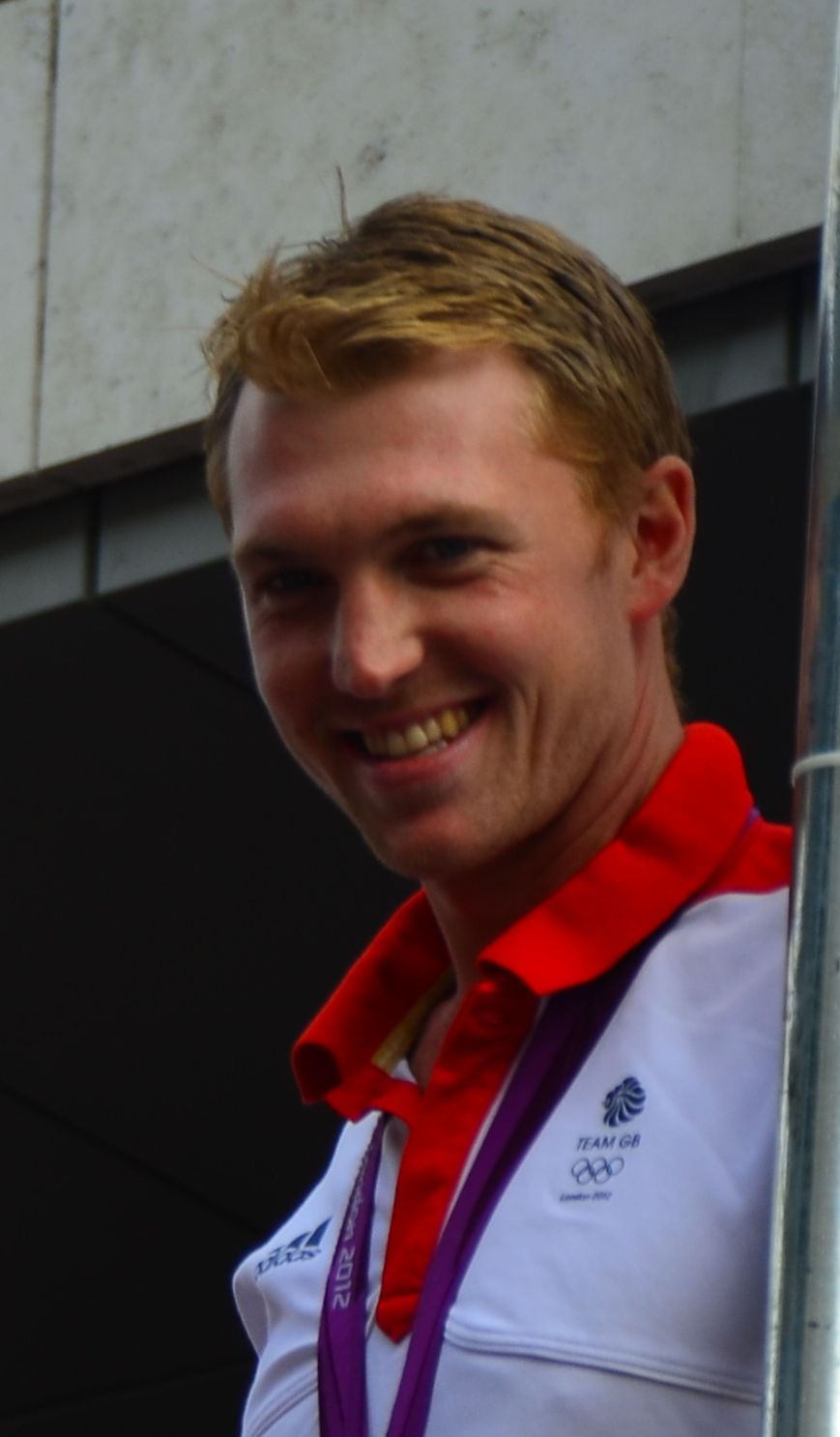
Alex Gregory

Alex Gregory (* 11. März 1984 in Cheltenham) ist ein ehemaliger britischer Ruderer. Er gewann eine olympische Goldmedaille und bei Weltmeisterschaften drei Goldmedaillen im Vierer ohne Steuermann, zweimal war er Weltmeister mit dem Achter.

## Karriere
Alex Gregory begann 2001 mit dem Rudersport, in den ersten Jahren seiner Karriere ruderte er in Skull-Booten. 2004 belegte er bei der U23-Weltregatta den elften Platz im Doppelvierer, 2005 wurde er im Doppelzweier Vierter und 2006 belegte er im Einer den neunten Platz. 2007 trat Gregory mit dem britischen Doppelvierer bei den Weltmeisterschaften in München an und verpasste mit einem 15. Platz die Olympiaqualifikation für 2008 deutlich.
Nach seinem Wechsel zum Riemenrudern gewann Alex Gregory 2009 im Vierer ohne die beiden Weltcupregatten in Banyoles und Luzern, in München erreichte das Boot den dritten Platz. In der Besetzung Alex Partridge, Richard Egington, Alex Gregory und Matt Langridge gewann das Boot auch den Titel bei den Weltmeisterschaften in Posen. 2010 ruderte der britische Vierer in der gleichen Besetzung und gewann mit Bled und Luzern erneut zwei Weltcupregatten, wie im Vorjahr war das Boot in München Dritter geworden; bei den Weltmeisterschaften in Neuseeland fuhr das Boot überraschend nur auf den vierten Platz. 2011 trat das Boot in der Besetzung Langridge, Egington, Tom James und Gregory an und gewann die Weltcupregatten in München und Luzern sowie das Weltmeisterschaftsfinale in Bled.
Für die Olympiasaison wurde der britische Vierer 2012 neu besetzt, Alex Gregory, Peter Reed, Tom James und Andrew Triggs Hodge siegten bei den Weltcupregatten in Belgrad und Luzern, beim Weltcupabschluss in München belegte das Boot den zweiten Platz hinter dem australischen Vierer. Bei den Olympischen Spielen in London siegte das britische Boot vor den Australiern.
2013 saß er im britischen Achter. Bei den Ruder-Weltmeisterschaften in Chungju, Südkorea, gewannen sie Gold und besiegten somit den Deutschland-Achter. Dieser hatte von 2009 bis 2011 immer den Weltmeistertitel geholt und wurde 2012 außerdem Olympiasieger. Im Jahr darauf gewann Gregory bei den Ruder-Weltmeisterschaften 2014 in Amsterdam wieder den Titel im ungesteuerten Vierer. 2015 gewann Gregory mit dem britischen Achter die Silbermedaille bei den Europameisterschaften und die Goldmedaille bei den Weltmeisterschaften. Bei den Europameisterschaften 2016 traten mit Alex Gregory, Mohamed Sbihi, George Nash und Constantine Louloudis vier Ruderer aus dem Weltmeister-Achter von 2015 im Vierer ohne Steuermann an und gewannen den Titel. In der gleichen Besetzung siegte der britische Vierer auch bei den Olympischen Spielen 2016. Danach beendete Gregory seine internationale Karriere.